# Списък на владетелите на Прусия
Списък на владетелите на Прусия
- - Херцози на Прусия (Херцогство Прусия 1525-1618)
- Албрехт (Албрехт I фон Бранденбург-Ансбах или Албрехт фон Хоенцолерн) 1525-1568
- Албрехт Фридрих 1568-1618, регенти: Георг Фридрих 1577-1603, Йоахим Фридрих 1603-1608, Йохан Зигизмунд 1608)
- Йохан Сигизмунд 1618-1619
- Георг Вилхелм 1619-1640
- Фридрих Вилхелм I 1640-1688
- Фридрих III 1688-1701, 1701 крал на Прусия като Фридрих I

- - Крале в Прусия (Кралство Прусия 1701-1918)
- Фридрих I 1701-1713
- Фридрих Вилхелм I 1713-1740
- Фридрих II 1740-1772

- - Крале на Прусия
- Фридрих II 1772-1786
- Фридрих Вилхелм II 1786-1797
- Фридрих Вилхелм III 1797-1840
- Фридрих Вилхелм IV 1840-1861
- Вилхелм I 1861-1888 (от 1871 първият император на Германия)
- Фридрих III 1888 (също император на Германия, както и кайзер за 99 дни)
- Вилхелм II 1888-1918 (също император на Германия)